# Sprätthuggning

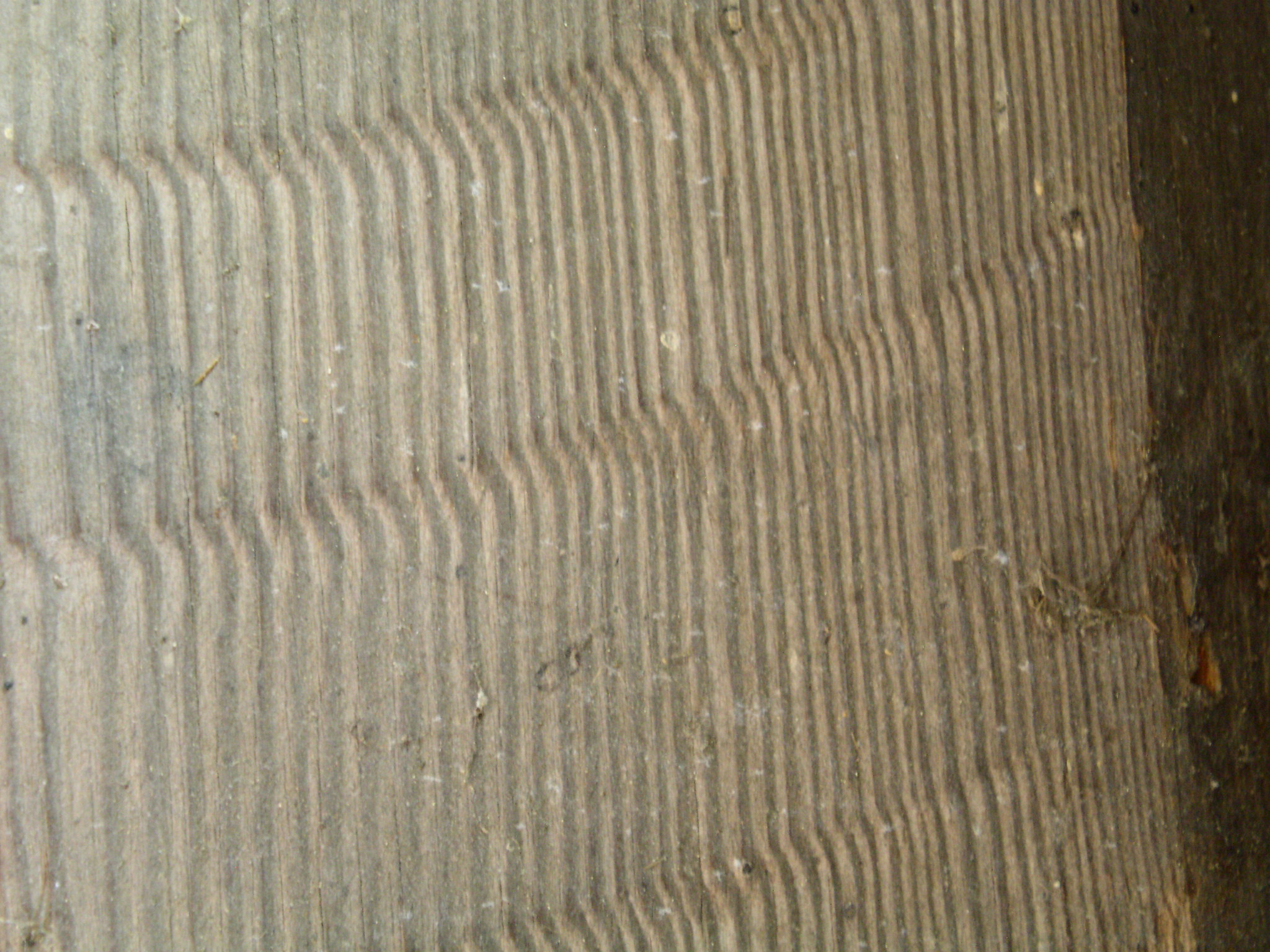
Närbild på spår efter sprätthuggning på en gåt i eldhuset från 1200-talet, vid Zorns gammelgård i Mora

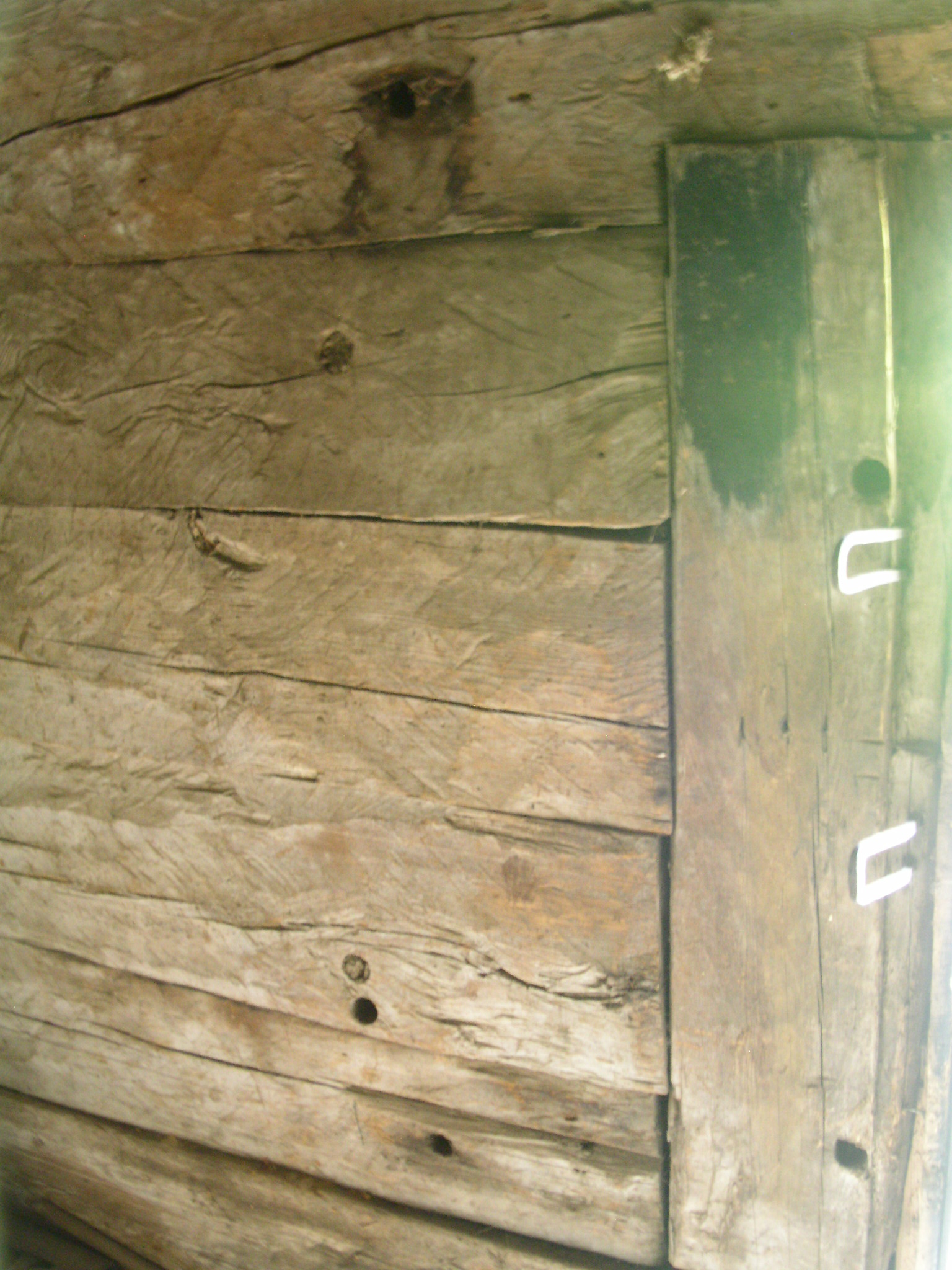
Sprätthuggna stockar i Tiondeboden i Ingatorp från förra hälften av 1200-talet

Sprätthuggning är en medeltida huggteknik där yxan träffar träet i fibrernas längsgående riktning, för att göra byggnadstimmer plant. En speciell yxa användes. Vid sprätthuggning högg man ofta i längsgående band och ibland gick man fram och tillbaka så att huggspåren bildade fiskbensliknande mönster. I stora delar av Sverige är förekomsten av sprätthuggna ytor ett säkert tecken på att en byggnad är från tiden före Digerdöden (det vill säga före 1300-talets mitt). Ordet spretthuggning är en anpassning av det norska ordet spretteljning. I svensk etnologisk byggnadslitteratur från 1900-talet används ofta ordet slinthuggning. Andra beteckningar är krushuggning och axhuggning. Metoden har i nyare hantverksforskning, bl.a i samband med rekonstruktionen av Södra Råda gamla kyrka, kunnat återskapas.
Under nyare tid bilades istället stockarna plana med en bila (bredeggad täljyxa), med vilken hugget riktades från sidan på stocken, och större spånor därigenom kunde avlägsnas i ett och samma moment. Denna metod torde vara betydligt mindre arbetskrävande.